# Hermann Suchier
Hermann Suchier, född 11 december 1848 i Karlshafen, död 3 juli 1914 i Halle an der Saale, var en tysk romanist.
Suchier blev 1873 privatdocent i Marburg, 1874 professor i Zürich, 1876 i Münster och samma år i Halle an der Saale. Han publicerade i det av honom utgivna "Bibliotheca Normannica" de fornfranska texterna "Reimpredigt" och "La chançun de Guillelme". Till Gustav Gröbers "Grundriss der romanischen Philologie" I (ny upplaga 1906) bidrog han med artikeln Die französische und provenzalische Sprache und ihre Mundarten (fransk översättning Le français et le provençal, 1891). I den tillsammans med Adolf Birch-Hirschfeld 1900 utgivna, rikt illustrerade Geschichte der französischen Litteratur von den ältesten Zeiten bis zur Gegenwart skildrade Suchier de äldre perioderna. Av hans övriga skrifter kan vidare framhållas den ofullbordade Altfranzösische Grammatik (1893) samt den i flera upplagor utgivna, omsorgsfullt kommenterade editionen av den fornfranska litteraturens pärla, chantefablen "Aucassin et Nicolete".